# تيسون غريفين
تيسون غريفين (بالإنجليزية: Tyson Griffin) هو فنان قتال مختلط أمريكي، ولد في 20 أبريل 1984 في ساكرامنتو في الولايات المتحدة.

## وصلات خارجية
- تيسون غريفين على موقع يو إف سي (الإنجليزية)
- تيسون غريفين على موقع شيردوغ (الإنجليزية)
- تيسون غريفين على موقع IMDb (الإنجليزية)
- تيسون غريفين على موقع قاعدة بيانات الفيلم (الإنجليزية)